# Nazionale maschile di pallavolo del Bahrein
La nazionale maschile di pallavolo del Bahrein è una squadra asiatica e oceaniana composta dai migliori giocatori di pallavolo del Bahrein ed è posta sotto l'egida della Federazione pallavolistica del Bahrein.

## Rosa
Segue la rosa dei giocatori convocati per l'AVC Challenge Cup 2024.
| N° | Nome               | Ruolo | Data di nascita  | Squadra     |
| -- | ------------------ | ----- | ---------------- | ----------- |
| 5  | Husain Abdulla     | P     | 20 novembre 2000 | -           |
| 6  | Sayed Ali          | S     | 30 luglio 2003   | -           |
| 7  | Mahmood Alafyah    | P     | 19 dicembre 1993 | -           |
| 8  | Mahmood Abdulwaheb | S     | 19 febbraio 1996 | Dar Kulaib  |
| 9  | Mohamed Abdulla    | C     | 30 novembre 1999 | -           |
| 10 | Sayed Alabbar      | S     | 8 settembre 1999 | Al-Ahli     |
| 12 | Hani Allawi        | C     | 7 dicembre 2000  | Al-Ahli     |
| 13 | Ali Khamis         | O     | 4 ottobre 1991   | Al-Ahli     |
| 14 | Hasan Haider       | C     | 23 ottobre 2000  | Al-Muharraq |
| 15 | Naser Anan         | S     | 16 dicembre 1992 | Al-Ahli     |
| 17 | Mohamed Yaqoob     | S     | 7 agosto 1994    | Dar Kulaib  |
| 18 | Ayman Haroon       | L     | 6 settembre 1986 | -           |
| 20 | Abbas Sultan       | S     | 25 maggio 1998   | Dar Kulaib  |
| 21 | Hasan Warqaa       | C     | 24 aprile 2005   | Dar Kulaib  |

## Risultati

### Competizioni AVC
| 1975 | non qualificata | -            |
| 1979 | non qualificata | -            |
| 1983 | non qualificata | -            |
| 1987 | 8º posto        | Convocazioni |
| 1989 | 16º posto       | Convocazioni |
| 1991 | non qualificata | -            |
| 1993 | non qualificata | -            |
| 1995 | non qualificata | -            |
| 1997 | 10º posto       | Convocazioni |
| 1999 | 10º posto       | Convocazioni |
| 2001 | non qualificata | -            |
| 2003 | 13º posto       | Convocazioni |
| 2005 | 10º posto       | Convocazioni |
| 2007 | non qualificata | -            |
| 2009 | non qualificata | -            |
| 2011 | non qualificata | -            |
| 2013 | 12º posto       | Convocazioni |
| 2015 | 12º posto       | Convocazioni |
| 2017 | non qualificata | -            |
| 2019 | non qualificata | -            |
| 2021 | 10º posto       | Convocazioni |
| 2023 | 8º posto        | Convocazioni |

| 2018 | non qualificata | -            |
| 2022 | non qualificata | -            |
| 2023 | 2º posto        | Convocazioni |
| 2024 | 7º posto        | Convocazioni |
| 2025 | 1º posto        | Convocazioni |